# Route nationale 782
La route nationale 782 ou RN 782 était une route nationale française reliant Rosporden à Kerbédic. À la suite de la réforme de 1972, elle a été déclassée en RD 782.

## Ancien tracé de Rosporden à Kerbédic (D 782)
- Rosporden
- Scaër
- Le Faouët, où elle rejoignait la RN 169
- Kernascléden
- Lignol
- Guémené-sur-Scorff
- Kerbédic, commune de Cléguérec